# Hans Aarsman

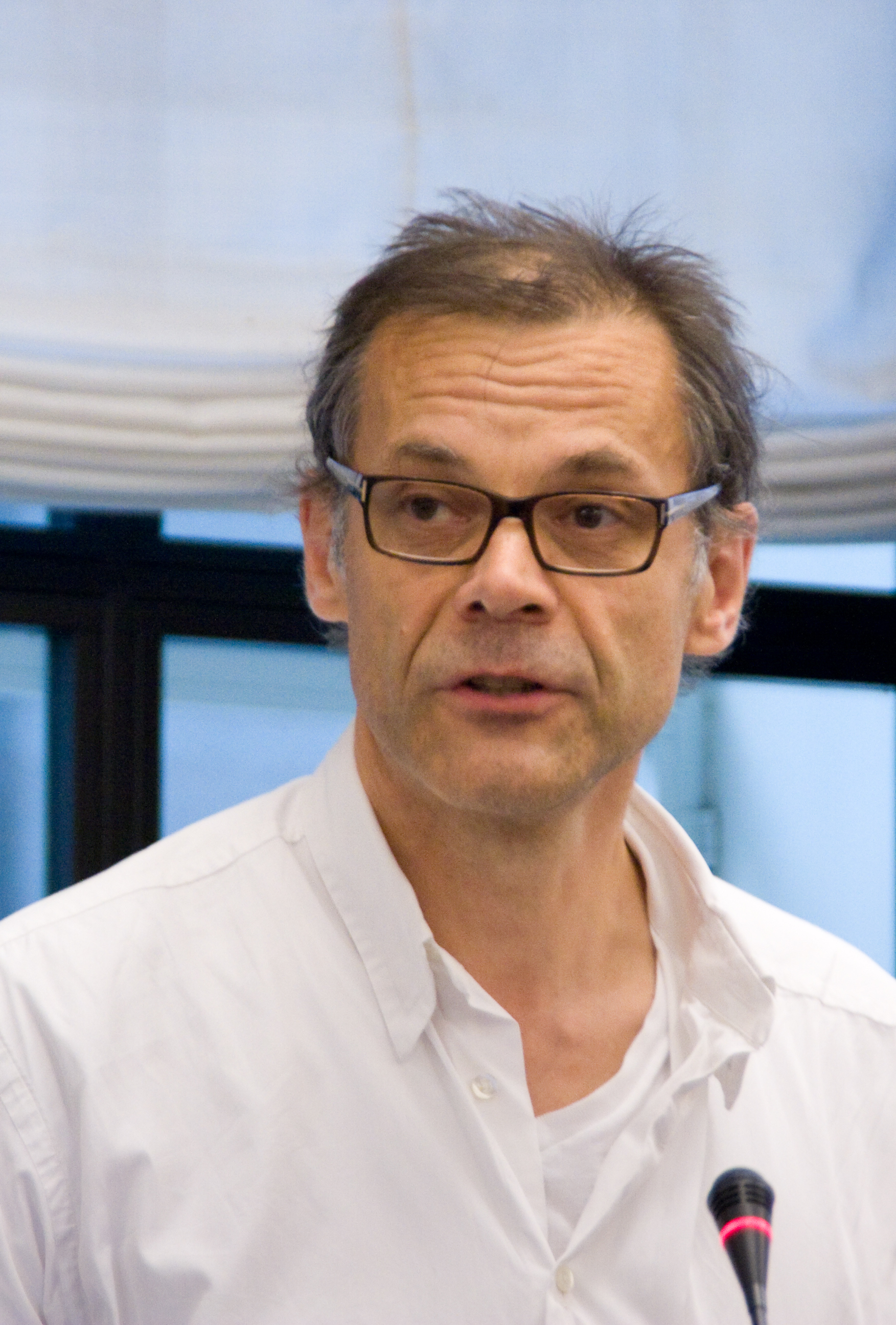
Hans Aarsman (2010)

Hans Aarsman (* 27. Dezember 1951 in Amsterdam) ist ein niederländischer Fotograf und Autor.

## Leben
Er war anfänglich Fotojournalist, unter anderem für die Tageszeitung Trouw. 1989 publizierte er das Buch Hollandse Taferelen (Holländische Tafelbilder) – Landschaften, fotografiert vom Dach seines Campers, mit dem er ein Jahr lang durch die Niederlande zog. 1990/91 fertigte er eine Fotoserie ostdeutscher Städte. 1993 legte er das Fotobuch Aarsmans Amsterdam und 1995 Een engeltje dat over mijn tong piest vor, 2003 erschien sein Autofotografiebuch Vrooom!Vrooom!.
Neben seinen Fotoarbeiten schreibt Aarsman Romane und Schauspiele. Sein Debütwerk war Twee hoofden, een kussen (1995). Er widmete sich in den letzten Jahren mehr dem Schreiben als der Fotografie. „Der Stift hat eine Linse mit mehreren Perspektiven, mehrere Standpunkte sind gleichzeitig möglich“, sagte er. 
Aarsman ist Dozent an der Rijksakademie van beeldende kunsten in Amsterdam. 1993 erhielt er den Maria-Austria-Preis. 
Auf der Internetseite des Nederlands fotomuseum stehen seit 2006 99 Fotos von Aarsman zum kostenlosen Download zur Verfügung.